# Slag bij Sewell's Point
De Slag bij Sewell's Point vond plaats op 18 mei en 19 mei 1861 bij Norfolk, Virginia tijdens de Amerikaanse Burgeroorlog. Deze slag maakt deel uit van de blokkade van Chesapeake Bay.
Twee Noordelijke kanonneerboten vochten een duel uit met Zuidelijke batterijen dicht bij Sewell's Point. De boten wilden de blokkade bij Hampton Roads sluiten. De beide partijen veroorzaakten weinig schade en slachtoffers bij de tegenstander.

## Bron
- National Park Service - Sewell's Point